# Silanos
Silanos são os análogos dos alcanos, mas com silício no lugar do carbono, ou seja, compostos de fórmula química SinH2n + 2 .
Os silanos podem ser o silano, oligossilanos e polissilanos. Derivados em que radicais orgânicos substituem os hidrogênios são também chamados de silanos.